# کوری جوزف
کوری افرایم جوزف (به انگلیسی: Cory Ephraim Joseph) متولد ۱۹۹۱ میلادی در تورنتو بازیکن کانادایی حرفه‌ای ان بی ای و ملی پوش تیم ملی بسکتبال کانادا است.
جوزف در دانشگاه تگزاس در آستین بسیار درخشید و به عنوان یکی از بهترین بازیکنان تگزاس لانگهورنز انتخاب شد.
او سپس در سال ۲۰۱۱ در درفت سرتاسری ان بی ای در رتبه بیست و نهم توسط سن آنتونیو اسپرز گزینش گردید. او در گارد راس برای تورنتو رپتورز بازی می‌کند.